# حزب مردم (کره جنوبی)
حزب مردم (کره‌ای: 국민의당; هانجا: 國民의黨; لاتین‌نویسی اصلاح‌شده: Gungminuidang) یا حزب ملی یک حزب سیاسی لیبرال در کره جنوبی است. رنگ نمادین آن نارنجی است. این حزب در فوریه ۲۰۲۰ توسط آن چول-سو بعد از ترک حزب بارن‌می‌ره بنیان‌گذاری شد. این حزب همنام حزب مردم است که آن نیز توسط آن چول-سو تاسیس شد و از سال ۲۰۱۶ تا ۲۰۱۸ وجود داشت. 
در انتخابات مجلس کره جنوبی (۲۰۲۰)، این حزب سه نماینده برای مجلس ملی به دست آورد.